# لولا رودريجيز دي تيو
كانت لولا رودريجيز دي تيو (14 سبتمبر 1843 - 10 نوفمبر 1924) أول شاعرة بورتوريكية المولد تمكنت من اكتساب سمعة طيّبة كشاعرة عظيمة في جميع أنحاء أمريكا اللاتينية. لإيمانها المطلق بحقوق المرأة، كانت لولا أيضًا ملتزمة بإلغاء العبودية، ومناديةً باستقلال بورتوريكو.

## النشأة
وُلدت رودريجيز دي تيو باسم دولوريس رودريجيز دي أستوديلو إي بونسي دي ليون في سان جيرمان، بورتوريكو. كان والدها، سباستيان رودريجيز دي أستوديلو، أحد الأعضاء المؤسسين لنقابة المحامين الموقرة في بورتوريكو (وتعني نقابة المحامين اللامعين في بورتوريكو)، وهي الهيئة التنظيمية للمحامين الإسبان في بورتوريكو. كانت والدتها، كارمن بونسي دي ليون، من نسل أول حاكم إسباني لبورتوريكو، المستكشف، خوان بونثي دي ليون. كانت كارمن أيضًا من سكان مدينة سان خيرمان الأصلية وعاشت في ما يعرف الآن باسم كاسا دي لوس بونثي دي ليون. تلقّت رودريجيز دي تيو تعليمها في المنزل. زاد حبها للأدب مع الزمن، وتعلقت بشكل خاص بأعمال لويس دي ليون التي كانت مصدر إلهام لها. كانت جريئة للغاية في سنواتها الأولى، إذ طالبت، عندما كانت في سن السابعة عشرة، بالسماح لها بقصّ شعرها، الأمر الذي كان يتعارض مع الأعراف التقليدية في ذلك الوقت، وكانت هذه سِمتها الشخصية التي حافظت عليها طوال حياتها.

## الناشطة السياسيّة
انتقلت لولا رودريجيز دي تيو مع عائلتها إلى ماياغيز، والتقت هناك ببونوسيو تيو سيجارا، الذي تزوجته عام 1863. أصبحت رودريجيز دي تيو كاتبة ومستوردة للكتب، غالبًا ما كانت تكتب مقالات في الصحافة المحلية، وكانت ناشطة مناهضة للحكم الإسباني بالقدر الذي تسمح به الحكومة. بعد زواجها تيو، نشرت لولا مجموعتها الشعرية الأولى تحت عنوان «ميس كانتوس»، وبيع منها 2500 نسخة، الرقم الذي كان مذهلًا في تلك الفترة.
نُفِيت رودريجيز دي تيو وزوجها من بورتوريكو عام 1867، ومرة أخرى في عام 1889، من قبل الحكام الإسبان المعينين. انتقل الزوجان في المرة الأولى إلى فنزويلا، أما في المرة الثانية فقد انتقلا إلى نيويورك، حيث قدمت لولا يد العون للثوّار الكوبيين، من بينهم جوزيه مارتي، وبعدها إلى كوبا، حيث أقاما فيها حتى توفيا. أصبح منزل الزوجين نقطة تجمّع للسياسيين والمثقفين فضلًا عن المنفيين البورتوريكيين. في عام 1868، كتبت لولا رودريجيز دي تيو كلمات النشيد الوطني البورتوريكي، لا بورينكينا، على اللحن الحالي. استوحت لولا كلمات النشيد من نضال رامون إميتيريو بيتانسس لتحقيق استقلال بورتوريكو، ومن المحاولة الفاشلة لثورة غريتو دي لاريس. في عام 1901، أسست رودريجيز دي تيو الأكاديمية الكوبية للفنون والآداب وانتُخِبت لتكون عضوًا فيه. عملت رودريجيز أيضًا مفتّشة في نظام المدارس المحلي. كانت رودريجيز معروفة جيدًا في كوبا بشِعرها الوطني عن بورتوريكو وكوبا. من أشهر أعمال رودريجيز دي تيو «كوبا وبورتوريكو هما..» و «كتابي عن كوبا».
في عام 1919، عادت رودريجيز دي تيو إلى بورتوريكو حيث كُرِّمت بحفل عشاء كبير في معهد الأتينيو بورتوريكيانو الثقافي، بعد أن ألقت قصيدتها «كانتوس أ بورتوريكو». فارقت لولا رودريجيز الحياة في 10 نوفمبر 1924، ودُفنت في مقبرة كولون في هافانا، كوبا.

## إرثها
يعتقد البعض بن تصميم وألوان علم بورتوريكو، الذي اعتُمِدَ في عام 1954، جاء من فكرة رودريديز دي تيو بتبني نفس العلم الكوبي، لكن مع عكس الألوان. كرّمت بورتوريكو لولا في ذكرى وفاتها بتسمية المدارس والشوارع باسمها.
في 29 مايو 2014، كرّم المجلس التشريعي في بورتوريكو اثنتي عشرة امرأة لامعة بنشر لوحات لهنّ في «ساحة تكريم المرأة البورتوريكية» في سان خوان. وفقًا للوحات، برزت النساء الاثنتي عشر في التاريخ البورتوريكي بإرثهنّ المميز، وكانت رودريجيز دي تيو من بين النساء المكرمات.